# Hermann Göring
Hermann Wilhelm Göring (født 12. januar 1893, død 15. oktober 1946) var en tysk nazist fra 1922-1945 og politiker. Han var i en årrække udpeget som Adolf Hitlers stedfortræder. Görings titler - der kun overgås af Hitlers - var rigsdagspræsident, Hitlers næstkommanderende, statsminister i Preussen, rigskommissær for luftfart og øverstkommanderende for Luftwaffe, finansminister, medlem af geheimekabinetrådet, direktør for Reichswerke Hermann Göring, feltmarskal, formand i rigsrådet for nationalt forsvar, rigets øverste ansvarlige for skovforvaltning og jagt og rigsmarskal for det stortyske rige - en rang tilsvarende en seksstjerners general, som kun én tidligere var tildelt, nemlig prins Eugen af Savoyen 200 år tidligere.

## Opvækst og ungdom
Hermann Göring blev født i Bayern i 1893 som søn af Heinrich Ernst Göring, tysk officer i en tysk koloni i Tysk Sydvestafrika, og Franziska Tiefenbrunn, som kom fra en bayersk bondefamilie.
Heinrich Göring lod i Sydvestafrika sine kolleger udføre medicinske eksperimenter på medlemmer af herero-stammen i koncentrationslejre med raceforskning som formål. Indtil nyligt var en af hovedgaderne i Namibias hovedstad Windhoek opkaldt efter ham: Goering Street.
Det meste af sin barndom boede Göring med sine fire søskende (en af hans søskende var Albert Göring) på et slot i Bayern. Han gik ikke meget i skole, da han hadede det. I stedet legede han hjemme på slottet, at han var en fornem ridder eller konge.
I 1909 blev han sendt til den preussiske kadetskole ved Berlin, hvor familien mente, at han skulle opdrages ordentligt. Her blev han overraskende nok en ambitiøs kadet. Det var åbenbart en lettelse at slippe væk fra familien.
To år senere bestod han sin officerseksamen med højeste karakter og blev i 1913 udnævnt til løjtnant i infanteriet. Da første verdenskrig brød ud året efter, blev han sendt til Vestfronten, hvor han udmærkede sig og modtog jernkorset af 1. klasse.
I begyndelsen af 1915 fik Göring problemer med helbredet og blev overflyttet til det tyske flyvvåben. Her klarede han sig også langt bedre end forventet - først som observatør og senere som chef for Den Røde Barons enhed. Efter et år nedskød han sit første fly og blev med 22 nedskudte fjender et berømt jager-es. Han blev medio 1917 tildelt landets højeste medalje, Pour le Mérite, for tapperhed og for at have skudt 20 fly ned. I den forbindelse blev han forfremmet til premierløjtnant (Oberleutnant).
Göring var en af de mange soldater, som ved første verdenskrigs afslutning følte sig forrådt af Versailles-traktaten, jfr. dolkestødslegenden.
Han begyndte nu at flyve post mellem Danmark og Sverige. I Stockholm mødte han i 1922 Carin von Kantzow. Hun faldt for hans enorme charme, selv om hun allerede var gift og havde et barn. De flyttede til Tyskland, hvor de blev gift i 1923. Carin døde i 1931.

## Morfinafhængighed
I 1922 meldte Göring sig ind i Hitlers parti NSDAP, hvor han hurtigt blev udnævnt til SA-Gruppenführer. Han stod i 1923 sammen med Hitler om ølstuekuppet i München, som han var med til at planlægge; han havde været med til at organisere stormtropperne, der skræmte folk og trængte ind i delstatsregeringens bygninger. Efter 24 timer med gidseltagninger og kaos kom det til gadekampe og skudveksling mellem nazister og Bayerns delstatspoliti i gaderne. 20 blev dræbt og mange såret. Hitler og hans følge måtte flygte, og Göring blev skudt i låret. Der kom betændelse i såret, der holdt ham i sengen i flere måneder, og deraf opstod hans morfinafhængighed. Til sidst voksede såret sammen, men han fortsatte med at tage morfin, som han nu købte på sortbørsen. Stoffet stimulerede hormonudskillelsen, så hans vægt gik op til henved 140 kilo. Morfinen påførte ham også vrangforestillinger og gjorde ham upålidelig, snaksom, manisk, stormandsgal og søvnløs. Værst var raseriudbruddene, hvor han kunne finde på at smide møbler ind i væggene.
Hitler var arresteret. Göring og hans svenske kone Carin tog i eksil og endte i 1924 i hendes hjemland, hvor han søgte arbejde som luftfartskonsulent. Som narkoman blev han af lægerne bedømt som farlig både for sig selv og sin kone. Han lod sig frivilligt indlægge på Aspudden sygehus udenfor Stockholm. Han var ved at gå til af abstinenser, men lægerne bad ham bare om at tage det som en mand. I et brev til Aspuddens læge står, at Göring havde brudt et medicinskab op og selv injiceret to sprøjter Eukadol. Seks sygeplejersker kunne ikke magte ham, og han optrådte meget truende. Hans kone insisterede på, at han skulle have det, han ville have. Hun frygtede, at han ellers kom til at slå nogen ihjel. Yderdøren var låst, så han kunne ikke komme ud, men trak sig tilbage til sit værelse, bevæbnet med en kæp, han havde udstyret med en stilet. Han måtte iføres spændetrøje, inden han blev overført til den langt strengere Långbro sindssygeanstalt. I tre dage var han indespærret i en gummicelle for ikke at skade sig selv; men huskede selv kun skræmmende brudstykker af sine tre måneder på anstalten. Lige efter udskrivelsen tog han igen morfin og måtte returnere til Långbro. Afvænningskuren blev gentaget i Tyskland i 1927. Efter det nøjedes han med sporadisk brug af slankepiller og sovemedicin frem til 1937, da han fik tandpine og igen søgte smertelindring ved hjælp af morfin.
Carin Göring led af hjertesygdom og døde i 1931 under et besøg hjemme i Sverige. Hun blev begravet på familiegravstedet på Ekerö udenfor Stockholm. I 1934 hentede enkemanden hendes kiste til Tyskland og fik den begravet på godset Carinhall, han havde opkaldt efter hende. I 2012 blev den døde hentet tilbage til en grav på Lovön kirkegård ved Drottningholm.

## Karriere
Göring rejste flere år efter kuppet tilbage til Tyskland, hvor han blev næstkommanderende i SA efter Ernst Röhm og valgt ind i Rigsdagen. Han blev rigsdagspræsident i 1932.
Året efter blev han preussisk indenrigsminister og grundlagde det frygtede hemmelige politi Gestapo. Det fortælles, at en kabaretkunstner i Berlin optrådte med et nummer sammen med tre grise af forskelligt køn og alder. Han pegede på den lille gris, som han kaldte "lille Mand", den store so, som han kaldte "fru Mand", og derefter den store orne, som han præsenterede som "hr. Mand (= Hermann)". Det vakte jubel, men efter kort tid kom en flok SA-folk og slæbte ham med. Nogle måneder senere var han på plads igen, ovenikøbet med grisenummeret. Han så noget medtaget ud, men pegede som før på grisene: "Lad mig præsentere Dem for familien Mann!" Han præsenterede den lille og fruen, pegede så på den store, og folk holdt vejret da han råbte: "- og på grund af det store svin der, har jeg nu siddet tre måneder i fængsel!" 
I 1935 blev Göring chef for Luftwaffe og deltog ivrigt i dets opbygning, og ved anden verdenskrigs udbrud i 1939 udpegede Hitler ham til sin stedfortræder. Hans højeste militære rang var rigsmarskal af Tyskland. I 1938 modtog han sammen med udenrigsminister von Neurath storkorset af Dannebrogordenen.
I 1935 havde Göring giftet sig med en kendt skuespillerinde, Emmy Sonnemann. Hun mødte ham første gang i 1931, da hun kørte i åben bil til en forestilling, og Görings følge havde hendes bil i høj fart, så hun og de andre i bilen blev tilgriset. Efter forestillingen mødte hun Göring formelt. Som enkemand havde han dårlig samvittighed overfor sin første kone, der havde forladt sin første mand for at gifte sig med ham; og han havde ikke en gang været hos hende, da hun døde. Hans forsømmelse blev omtalt i hele Tyskland. Carinhall forblev hans yndlingssted, men til ære for sin nye kone kaldte han en anden jagthytte Emmyhall. I juni 1938 fik parret datteren Edda. Den stolte far fyldte himmelen over Berlin med 500 Luftwaffe-fly (og ville have sendt det dobbelte antal, hvis det var blevet en dreng). Julius Streicher antydede i en artikel, at Göring var homoseksuel, og at svangerskabet skyldtes kunstig befrugtning. Rygterne gik allerede, da Göring selv havde røbet, at skudsåret i 1923 gjorde det umuligt for ham at få børn. Men han strålede altid af ægte hengivenhed overfor sin kone og datter, og i fængslet skrev han ofte til dem og bekymrede sig meget for deres fremtid.
Göring var også en stor dyreven. Skønt jæger var han levende optaget af dyrevelfærd og satte hele sin prestige ind på at beskytte hjemløse hunde og katte. Hans humane indstilling og progressive dyrelove forbød fremstilling af modgift mod difteri af levende dyr.
Den samme mand udtalte i september 1938 under krisen med Tjekkoslovakiet i en tale om tjekkerne: "Den elendige pygmæ-race, blottet for kultur - ingen aner, hvor de kommer fra - har sat sig på et kulturfolk, og bag det hele aner man Moskva, og skimter den jødiske djævels evigt grinende fjæs..." 

## Anden verdenskrig
Dagen efter angrebet på Nederlandene og Belgien opsøgte en svensk delegation Göring i anledning af situationen i Narvik. Den svenske diplomat Gunnar Hägglöf skrev senere at Göring "skreg, var påvirket af narkotika, stank af parfume, havde ligeså mange smykker på som en fornem, gammel enke og var sminket som en gammel luder". Han havde en lang række skræddersyede uniformer, de fleste med guldbroderier og flettet silke. I lommerne havde han løse smaragder, som han raslede med, som andre rasler med løse småmønter. Da han i Paris fik Rotschild-familiens smykkesamling at se, stak han uden videre de to flotteste smykker i lommen, som om han stjal lakrids i en slikbutik. I sit private tog nød han hver morgen et bad i sit røde marmorbadekar, der var bygget ekstra bredt med tanke på hans figur. Han brød sig ikke om togets slingren, der fik badevandet til at skvulpe. Derfor måtte toget stå roligt, mens han tog sit morgenbad, hvilket medførte, at alle tog på de nærmeste strækninger måtte holde stille. Først når Göring havde badet færdig, kunne transporterne af krigsmateriel og soldater genoptages.
Som chef for Luftwaffe var Göring hovedansvarlig for det frygtelige luftangreb på Rotterdam i 1940. Efter tandlægebesøget i 1937 misbrugte han igen smertestillende midler i form af dihydrokodein. Efter krigsudbruddet eskalerede hans misbrug, til han var oppe i 160 piller dagligt. Ved krigens slutning var han nede på 100 piller dagligt, omkring tre gange maksimumdosen, men uden at hans tænkeevne var mærkbart påvirket. Selv mente han, at stoffet gjorde ham mere årvågen og charmerende. Da amerikanerne tog ham til fange, medbragte han omkring 20.000 dihydrokodein-tabletter i sin bagage.
Katastrofen ved Stalingrad var delvis Görings ansvar. Sammen med Wolfram von Richthofen, fætter til "den røde baron" Manfred von Richthofen, lovede han at oprette en luftbro med forsyninger til de kæmpende tyske styrker. Luftbroen blev aldrig oprettet. Ammunition og madvarer, der blev fløjet ind, var højest oppe på 40 tons dagligt: ca 15% af dagsbehovet. For det meste modtog hæren kun 10% af de nødvendige forsyninger.
Den 5. oktober 1942 sagde han i en radiotale: "En ting skal du vide, du tyske folk: Hvis vi taber krigen, bliver du udryddet. Jøden med sit uudslukkelige had står bag denne udryddelsestanke, og hvis det tyske folk taber krigen, bliver den næste regent en jøde. Og hvad jøde vil sige, burde I vide. Denne krig er ikke anden verdenskrig, den er den store racekrig.(...) Lad bare jøden tage forskellige masker på, vi genkender ham på snudeskaftet. Jøden står bag det hele, og det er ham, der har udfordret os til kamp på død og fordærvelse. 

## Nürnbergprocessen
Kort før krigens afslutning faldt Göring i unåde hos Hitler og blev frataget alle sine hverv. Den 8. juni 1945 blev han arresteret af det amerikanske militær, da han prøvede at få audiens hos general Eisenhower, de allieredes øverstkommanderende. I stedet blev han ført til en fængselscelle i Augsburg. Han benægtede sin andel i jødeudryddelserne: "Jeg agter kvinder, og finder det æreløst at dræbe børn," erklærede han. "For min egen del føler jeg mig ganske fri for ansvar for massemordene."  Selv om massedrabene først begyndte under Himmler, lod det sig bevise, at der blev begået grusomheder i koncentrationslejrene også i årene 1933-35, og da havde Göring ansvar for dem.
Sammen med en række fremtrædende nazistiske ledere blev han stillet for en særdomstol og blev efter Nürnbergprocessen dømt for fire forhold:
- Forbrydelser mod freden.
- Deltagelse i sammensværgelse om at begå forbrydelser mod freden.
- Krigsforbrydelser.
- Forbrydelser mod menneskeheden.

Selv sagde han: "Af alle de beskyldninger, som er rettet mod mig, er det påstandene om min plyndring af kunstskatte, der har gjort mig mest ondt(...) For det første er det sådan, at alle plyndrer lidt i krigstid. Men intet af min såkaldte plyndring var ulovlig(...) Jeg betalte altid for dem, eller de blev leveret gennem Hermann Göring-divisionen, som sammen med Rosenberg-kommissionen forsynede mig med min kunstsamling."  Men mens Rosenberg havde fået blankofuldmagt af Hitler til at beslaglægge al kunst, der kunne bevise jødernes underlegenhed, ville Göring omgive sig med kunstværker. Det værste slag for ham var, da han opdagede, at det i virkeligheden var falskneren Han van Meegeren, der havde fremstillet en af hans kæreste ejendele, Kristus hos Marta og Maria, som han troede, var malet af Jan Vermeer.
I Nürnberg fik han at vide, at general Friedrich Paulus ville vidne mod ham. Göring opfordrede sin forsvarer til at spørge "det beskidte svin, om han vidste, hvad en forræder er". I fangenskab levede Göring ellers op til rollen som den store spasmager. En vittighed, han yndede at fremføre, lød: "Hvis man har 1 tysker, har man et godt menneske. Har man 2 tyskere, har man et forbund, og 3 tyskere ender med en krig. Hvis man har 1 englænder, har man en tosse. Har man 2 englændere, danner de straks en klub, og 3 englændere ender med et imperium. Hvis man har 1 italiener, har man en tenor. Har man 2 italienere, har man en duet, og 3 italienere udgør et tilbagetog. Hvis man har 1 japaner, har man et mysterium. 2 japanere er et mysterium, men 3 japanere? De er også et mysterium!" Han rystede af latter, så han næsten ikke fik fremført sin pointe. Han læste også gerne højt fra en lille bog, hvor han havde nedskrevet vittigheder, der gjorde nar af ham selv, Hitler og de andre naziledere.
29. november viste anklageren filmoptagelser fra befrielsen af koncentrationslejrene. Projektører var rettet mod de tiltalte for at se deres reaktioner. Göring hostede nervøst og dækkede ansigtet med sin højre arm. Da Rudolf Hess udbrød: "Jeg kan ikke tro det!" tyssede Göring på ham. Det ærgrede ham, at "den frygtelige film" havde ødelagt det heldige indtryk, han mente at have gjort i retssalen. Om lejrene sagde han: "Jeg affejede det som fjendtlig propaganda." 
Et vægtigt bevis mod Göring var den af ham underskrevne ordre til Reinhard Heydrich i juli 1941 om en løsning af "jødespørgsmålet". Nogen formildende omstændigheder lod sig ikke opdrive. Han var aggressiv både når det gjaldt forfølgelse af jøder og andre folkeslag, både som politiker og som militær; han indrømmede selv at stå for programmet om slavearbejde. "Hans skyld er enestående i sin enorme udstrækning. I forhørene fandt man ingen undskyldninger for denne mand." 
Den amerikanske psykiater Douglas Kelley havde i månedsvis samtaler med fangerne. Han spurgte en gang Göring om hans holdning til påstanden om ikke-arieres racemæssige underlegenhed. Göring affejede det: "Ingen tror på sådan noget vrøvl!" Da dr. Kelley anførte, at påstanden havde kostet millioner af mennesker liv og helbred, sagde Göring: "Nå ja, det var god politisk propaganda." Dr. Kelley anslog, at fangen helt manglede moralsk dømmekraft. Den gang var begrebet psykopati ret nyt, og dr. Kelley benyttede ikke ordet; men hans notater fra samtalerne beskriver en klassisk psykopatisk adfærd. Da dr. Kelley spurgte Göring, hvordan han kunne beordre drabet på sin gamle ven Ernst Röhm, betragtede Göring amerikaneren med en blanding af utålmodighed og medynk. Så trak han på skuldrene, vendte håndfladerne opad og sagde: "Han stod i vejen for mig."  Dominerende som Göring var, beordrede amerikanerne ham til at spise sin frokost alene, adskilt fra de andre fanger. Han var rasende over det, men det kunne straks observeres, hvordan flere af de tiltalte nu turde lægge afstand til ham.
Ved fremlæggelsen af beviset for, at Göring i 1944 havde ladet 50 pågrebne britiske officerer henrette, trods de tyske officerers stærke protester, benægtede han først det hele, men tabte så besindelsen. Amerikanerne sammenlignede også hinandens notater og så, hvordan han bagtalte psykologen for psykiateren, den katolske præst for den protestantiske og omvendt; begge præster for psykiateren og psykologen og omvendt - samtidigt som han smiskede for hver enkelt efter tur."  Psykiaterens indtryk var ellers, at Göring "klagede mindre og accepterede fængselsrutinerne med større værdighed end de andre".

## Selvmord
Göring blev dømt til døden ved hængning. Han ankede ikke dødsdommen, men bad om at blive henrettet med værdighed af en eksekutionspeloton. Det blev afslået. I sit sidste brev til sin kone skrev Göring, at han ville have accepteret at dø ved skydning, "men en tysk rigsmarskal kan ikke lade sig hænge".
Han var flov over sine medfanger: "Jeg var ved at synke gennem gulvet! Tror De, jeg ville have udleveret Himmler til fjenden, så skyldig han var? Pokker, jeg ville selv ha' likvideret den køter! Eller, hvis der havde været nogen retssag, ladt en tysk ret ha' dømt ham! Ville amerikanere vurdere at udlevere jeres egne kriminelle, for at vi skulle dømme dem?" spurgte han rasende. Han fik bevilget sit ønske om at gense kone og datter før sin henrettelse. Emmys anmodning om at måtte kysse sin mand, blev afslået; det ville indebære en mulighed for at overbringe et selvmordsvåben. Da Göring, bag sit gitter, fik øje på Edda, brast han i gråd: "Sikke stor du er blevet." Edda læste et digt, hendes mor havde lært hende.
Göring begik ligesom Himmler selvmord ved at tage cyankalium. Man havde mistanke om, at løjtnant Jack Wheelis fra Texas havde hjulpet ham med at få fat i giften fra hans beslaglagte bagage. En anden amerikaner, Herbert Lee Stivers, hævdede i 2005 efter tilskyndelse af sin datter, at han som ung fangevogter havde givet Göring kapslen to uger før henrettelsen. Kapslen var angiveligt skjult i en fyldepen, som han overrakte sammen med et stykke papir. Ifølge Stivers havde en tysk pige, han var kæreste med, præsenteret ham for to mænd, der fortalte ham, at Göring behøvede noget medicin, der måtte smugles ind til ham. Flere andre er imidlertid kommet med tilsvarende bekendelser. Dr. Kelley foreslog, at forsvareren kunne have rakt giften til Göring sammen med nogle retsdokumenter. Endelig efterlod Göring sig et kort brev, hvori han påstod at have haft giftampullen med sig helt fra starten af sit fangenskab.
Aftenen før henrettelserne bad Göring helt atypisk om en samtale med fængselspræst Gerecke. Denne afslog, da Göring nok troede på Gud, men benægtede Jesu guddommelighed og Bibelens hellighed. Göring lagde sig på sin seng med hænderne synlige, som fængselsreglerne forlangte. Så vendte han blikket mod vagten et øjeblik, inden han pressede kæberne sammen. Cyankalium piblede fra den knuste glasampul ned i svælget. Göring skreg og fik kramper. Dødsprocessen efter indtagelse af cyankalium er noget af det mest smertefulde og ubehagelige, kroppen kan udsættes for. Vagten råbte om hjælp, men rigsmarskalen var død.
Ligesom de andre henrettede nazister blev han kremeret i Dachau koncentrationslejr. Russerne insisterede på, at ligene først blev fotograferet nøgne. Asken blev spredt i åen Wenzbach, der løber ud i floden Isar. Görings smykker blev smeltet om, og af de amerikanske myndigheder leveret til den tyske efterkrigs-finansforvaltning som en hjælp til at komme på fode igen.
Hans datter, Edda Göring, levede til 2018 tilbagetrukket i München i den lille lejlighed, hun engang delte med sin mor. Edda blev aldrig gift og fik ingen børn. I november 2014 anmodede hun delstaten Bayern om at få noget af sin fars ejendom tilbage. Det blev enstemmigt afvist. 
Nytårsdag 1958 begik psykiateren dr. Kelley selvmord for øjnene på kone og børn, men ellers på samme måde som Göring ved at indtage cyankalium. Han efterlod sig intet selvmordsbrev, og der blev spekuleret i, om han havde fået giften af Göring tolv år tidligere i en slags selvmordspagt. Nogen foreslog tilmed, at det kunne være dr. Kelley, der havde smuglet gift ind til Göring. Kelleys enke aflagde en forklaring til politiet, men sagen blev ikke efterforsket videre.

## Citater
- "Når jeg hører ordet kultur, afsikrer jeg min revolver" Citatet stammer egentlig fra Hanns Joosts skuespil Schlageter fra 1931. Her er det dog hanen på en revolver, der tales om.

## Ordener
Denne liste er ufuldstændig; hjælp gerne med at udfylde den.
- Jernkorset af 1. klasse
- Rigsmarskal Hermann Göring fik tildelt Storkorset af Dannebrogordenen med bryststjerne i diamanter den 25. juli 1938. Göring fik dekorationen overrakt den 6. august 1938 af kammerherre Herluf Zahle. Ved kongelig resolution af 10. oktober 1946 blev Göring slettet af riddernes tal og hans våbenskjold nedtaget. Hvor skjoldet er sig i dag, vides ikke.[52]